# فريدريك الرابع ملك الدنمارك

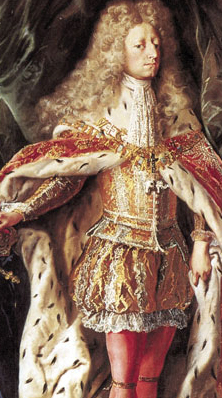
الملك فريديرك الرابع.

الملك فريدريك الرابع (بالدنماركية: Frederick IV ؛ 1671 - 1730) هو ملك الدنمارك والنرويج بين عاميّ 1699 و 1730. حكم بعد أن خلف أباه الملك كرستيان الخامس ملك الدنمارك-النرويج، كما كانت قرينته شارلوت أمالي حاكمة هيس كاسل. كانت سياساته تدفع باتجاه قطع الروابط مع السويد. وقد حقق هذا في أول محاولة له للقيام بذلك عام 1700 عند اندلاع الحرب الشمالية العظمى، التي قادها تشارلز الثاني عشر ملك السويد.